# Montmahoux
Montmahoux é uma comuna francesa na região administrativa de Borgonha-Franco-Condado, no departamento de Doubs. Estende-se por uma área de 6,52 km². Em 2010 a comuna tinha 94 habitantes (densidade: 14,4 hab./km²).